# Betsy Markey

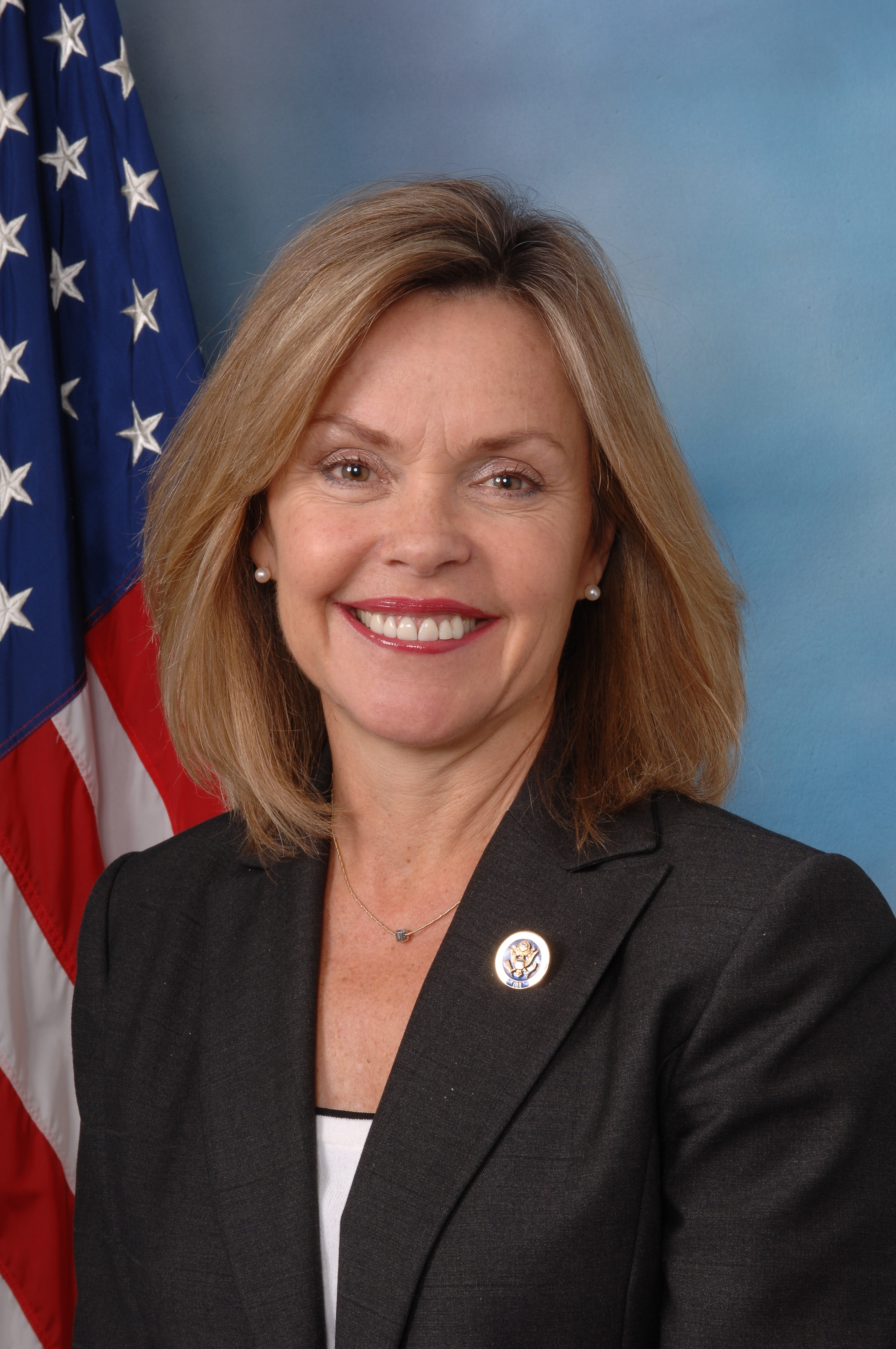
Betsy Markey

Elizabeth Helen „Betsy“ Markey (* 27. April 1956 in Cresskill, New Jersey) ist eine US-amerikanische Politikerin (Demokratische Partei) aus dem US-Bundesstaat Colorado. Von 2009 bis 2011 war sie Abgeordnete im US-Repräsentantenhaus und vertrat dort den vierten Kongresswahlbezirk von Colorado.
Bei den Wahlen zum Kongress 2008 setzte sie sich überraschend deutlich gegen die langjährige Amtsinhaberin Marilyn Musgrave von den Republikanern durch. Markey erreichte 56,2 Prozent der Wählerstimmen, Musgrave kam auf 43,8 Prozent.
Bei den Wahlen zum Kongress 2010 verlor sie ihr Mandat an Cory Gardner.
Vor ihrer Wahl arbeitete Betsy Markey unter anderem im Stab von US-Senator Ken Salazar, dem späteren US-Innenminister. Sie besitzt einen Bachelor-Abschluss von der University of Florida und graduierte als Master of Public Administration von der American University in Washington.
Markey ist verheiratet, mit ihrem Ehemann Jim hat sie drei Kinder.